# Brausch Niemann
Ambraüsus Hendrik Christiaan Niemann, detto Brausch (Durban, 7 gennaio 1939), è un pilota automobilistico sudafricano.

## Carriera
Partecipò a 2 Gran Premi del Sud Africa di Formula 1 nel 1963 e nel 1965 qualificandosi per la gara solamente nella prima occasione. Non giunse mai a punti.
Dopo aver ottenuto successo nella Formula Junior a metà degli anni sessanta, passò al motociclismo categoria Enduro, vincendo il titolo sudafricano nel 1979.

## Risultati in Formula 1
| 1963 | Scuderia    | Vettura  |  |  |  |  |  |  |  |  |  |    |  | Punti | Pos. |
| ---- | ----------- | -------- |  |  |  |  |  |  |  |  |  | -- |  | ----- | ---- |
| 1963 | Ted Lanfear | Lotus 22 |  |  |  |  |  |  |  |  |  | 14 |  | 0     |      |

| 1965 | Scuderia    | Vettura  |    |  |  |  |  |  |  |  |  |  |  | Punti | Pos. |
| ---- | ----------- | -------- | -- |  |  |  |  |  |  |  |  |  |  | ----- | ---- |
| 1965 | Ted Lanfear | Lotus 22 | NQ |  |  |  |  |  |  |  |  |  |  | 0     |      |

| Legenda | 1º posto     | 2º posto | 3º posto    | A punti         | Senza punti/Non class.  | Grassetto – Pole position Corsivo – Giro più veloce |
| Legenda | Squalificato | Ritirato | Non partito | Non qualificato | Solo prove/Terzo pilota | Grassetto – Pole position Corsivo – Giro più veloce |